# Binyenyali
Binyenyali est un village du Cameroun situé dans la région du Sud, le département du mvila et la commune d'ngoulemakong.

## Population
En 1961, Binyenyali comptait 206 habitants, principalement des Mbida-Mbani. Lors du recensement de 2005, on y dénombrait 298 personnes.